# Мережева модель OSI
Модель OSI (ЕМВВС) (базова еталонна модель взаємодії відкритих систем, англ. Open Systems Interconnection Basic Reference Model, 1978 р.) — абстрактна мережева модель для комунікацій і розроблення мережевих протоколів. Представляє рівневий підхід до мережі. Кожен рівень обслуговує свою частину процесу взаємодії. Завдяки такій структурі спільна робота мережевого обладнання й програмного забезпечення стає набагато простішою, прозорішою й зрозумілішою.
На сьогодні основним використовуваним стеком протоколів є TCP/IP, розроблення якого не було пов'язане з моделлю OSI і до того ж було здійснено до її прийняття. За увесь час існування моделі OSI вона не була реалізована, і, очевидно, не буде реалізована ніколи. Сьогодні використовується тільки деяка підмножина моделі OSI. Вважається, що модель занадто складна, а її реалізація займе забагато часу.
Окремі фахівці стверджують також, що історія моделі OSI являє типовий приклад невдалого й відірваного від життя проєкту.

## Історія
В 1978 році Міжнародний комітет зі стандартизації (ISO) розробив стандарт архітектури ISO 7498, для об'єднання різних мереж. У розробленні брало участь 7 комітетів, кожному з яких було відведено свій рівень.
В 1980 році IEEE опублікував специфікацію 802, що детально описала механізми взаємодії фізичних пристроїв на канальному й фізичному рівнях моделі OSI.
В 1984 році специфікацію моделі OSI переглянули й упровадили як міжнародний стандарт для мережних комунікацій.

## Рівні моделі OSI
Модель складається з 7-ми рівнів, розташованих вертикально один над іншим. Кожен рівень може взаємодіяти тільки зі своїми сусідами й виконувати відведені тільки йому функції.
| Рівень OSI              | Протоколи |
| ----------------------- | --- |
| прикладний              | HTTP, gopher, Telnet, DNS, DHCP, SMTP, SNMP, CMIP, FTP, TFTP, SSH, IRC, AIM, NFS, NNTP, NTP, SNTP, XMPP, FTAM, APPC, X.400, X.500, AFP, LDAP, SIP, IETF, RTP, RTCP, ITMS, Modbus TCP, BACnet IP, IMAP, POP3, SMB, MFTP, BitTorrent, e2k, PROFIBUS, WebSocket Це всього лише кілька найрозповсюдженіших протоколів прикладного рівня, яких існує неймовірно велика кількість. Всі їх неможливо описати в рамках даної статті. |
| представлення           | ASN.1, XML, TDI, XDR, NCP, AFP, ASCII, Unicode |
| сеансовий               | ASP, ADSP, DLC, Named Pipes, NBT, NetBIOS, NWLink, Printer Access Protocol, Zone Information Protocol, SSL, TLS, SOCKS, PPTP |
| транспортний            | TCP, UDP, NetBEUI, AEP, ATP, IL, NBP, RTMP, SMB, SPX, SCTP, DCCP, STP, TFTP, RTP |
| мережевий               | IPv4, IPv6, ICMP, IGMP, IPX, NWLink, NetBEUI, DDP, IPSec, SKIP |
| канальний (Ланки даних) | ARCnet, ATM, DTM, SLIP, SMDS, Ethernet, ARP, FDDI, Frame Relay, LocalTalk, Token Ring, PPP, PPPoE, StarLan, WiFi, PPTP , L2F, L2TP, PROFIBUS |
| фізичний                | RS-232, RS-422, RS-423, RS-449, RS-485, ITU-T, RJ-11, T-carrier (T1, E1), модифікації стандарту Ethernet: 10BASE-T, 10BASE2, 10BASE5, 100BASE-TX, 100BASE-FX, 100BASE-T, 1000BASE-T, 1000BASE-TX, 1000BASE-SX |

### Прикладний рівень (Application layer)
Верхній (7-й) рівень моделі, забезпечує взаємодію мережі й користувача. Рівень дозволяє прикладним програмам користувача доступ до мережних служб, таких як обробник запитів до баз даних, доступ до файлів, пересилання електронної пошти. Також відповідає за передачу службової інформації, надає програмам інформацію про помилки й формує запити до рівня представлення .

### Рівень представлення (Presentation layer)
Цей рівень відповідає за перетворення протоколів і кодування/декодування даних. Запити програм, отримані з прикладного рівня, він перетворює у формат для передачі по мережі, а отримані з мережі дані перетворює у формат, зрозумілий для застосунків. На цьому рівні може здійснюватися стиснення/розпакування або кодування/декодування даних, а також перенаправлення запитів іншому мережевому ресурсу, якщо вони не можуть бути оброблені локально.

### Сеансовий рівень (Session layer)
Відповідає за підтримку сеансу зв'язку, дозволяючи програмам взаємодіяти між собою тривалий час. Рівень керує створенням/завершенням сеансу, обміном інформацією, синхронізацією завдань, визначенням права на передавання даних і підтримкою сеансу в періоди неактивності програм. Синхронізація передавання забезпечується розміщенням у потік даних контрольних точок, починаючи з яких відновлюється процес при порушенні взаємодії.

### Транспортний рівень (Transport layer)
Транспортний рівень (Transport layer) — 4-й рівень моделі OSI, призначений для доставлення даних без помилок, втрат і дублювання в тій послідовності, у якій вони були передані. При цьому немає значення, які дані передаються, звідки й куди, тобто він визначає сам механізм передачі. Блоки даних він розділяє на фрагменти, розмір яких залежить від протоколу, короткі об'єднує в один, довгі розбиває. Протоколи цього рівня призначені для взаємодії типу точка-точка.

### Мережевий рівень (Network layer)
3-й рівень мережної моделі OSI, призначений для визначення шляху передавання даних. Відповідає за трансляцію логічних адрес й імен у фізичні, визначення найкоротших маршрутів, комутацію й маршрутизацію пакетів, відстеження неполадок і заторів у мережі.
На цьому рівні працює такий мережний пристрій, як маршрутизатор.

### Канальний рівень (Data Link layer)
Цей рівень призначений для забезпечення взаємодії мереж на фізичному рівні й контролю за помилками, які можуть виникнути. Отримані з фізичного рівня дані він упаковує в кадри даних[джерело?], перевіряє на цілісність, якщо потрібно — виправляє помилки й відправляє на мережний рівень. Канальний рівень може взаємодіяти з одним або декількома фізичними рівнями, контролюючи цю взаємодією й керуючи нею.
Специфікація IEEE 802 поділяє цей рівень на 2 підрівня — MAC (Media Access Control) регулює доступ до поділюваного фізичного середовища, LLC (Logical Link Control) забезпечує обслуговування мережного рівня. На цьому рівні працюють комутатори, мости й мережеві адаптери.
MAC-підрівень забезпечує коректне спільне використання загального середовища, надаючи його в розпорядження тієї або іншої станції мережі. Також додає адресну інформацію до фрейму, позначає початок і кінець фрейму.
Рівень LLC відповідає за достовірне передавання кадрів даних між вузлами, а також реалізує функції інтерфейсу з мережевим рівнем за допомогою фреймування кадрів. Також здійснює ідентифікування протоколу мережевого рівня.
У програмуванні цей рівень представляє драйвер мережної карти, в операційних системах є програмний інтерфейс взаємодії канального й мережного рівня між собою, це не новий рівень, а просто реалізація моделі для конкретної ОС. Приклади таких інтерфейсів: NDIS, ODI.

### Фізичний рівень (Physical layer)
Найнижчий рівень моделі, призначений безпосередньо для передавання потоку даних. Здійснює передавання електричних або оптичних сигналів у кабель і відповідно їхнє приймання і перетворення на біти даних відповідно до методів кодування цифрових сигналів. Інакше кажучи, здійснює інтерфейс між мережним носієм і мережним пристроєм. На цьому рівні працюють концентратори й повторювачі (ретранслятори) сигналу. Фізичний рівень визначає електричні, процедурні і функціональні специфікації для середовища передавання даних, в тому числі роз'єми, розпаювання і призначення контактів, рівні напруги, синхронізацію зміни напруги, кодування сигналу.
Цей рівень приймає кадр даних від канального рівня, кодує його в послідовність сигналів, які потім передаються у лінію зв'язку. Передавання кадру даних через лінію зв'язку вимагає від фізичного рівня визначення таких елементів: тип середовища передавання (дротовий або бездротовий, мідний кабель або оптичне волокно) і відповідних конекторів; як мають бути представлені біти даних у середовищі передавання; як кодувати дані; якими мають бути схеми приймача і передавача.
Фізичним рівнем в лінію зв'язку кадр даних (фрейм) не передається як єдине ціле. Кадр представляється як послідовність сигналів, що передаються один за одним. Сигнали, в свою чергу, представляють біти даних кадру.
В сучасних мережах використовуються 3 основних типа середовища передавання: мідний кабель (copper), оптичне волокно (fiber) та бездротове середовище передавання (wireless). Тип сигналу, за допомогою якого здійснюється передавання даних, залежить від типу середовища передавання. Для мідного кабелю сигнали, що представляють біти даних є електричними імпульсами, для оптичного волокна — імпульсами світла. У випадку використання бездротових з'єднань сигнали є радіохвилями (електромагнітними хвилями).
Коли пристрій, що працює на фізичному рівні кодує біти кадру в сигнали для конкретного середовища передавання, він має розрізняти кадри. Тобто позначати, де закінчується один кадр і починається іншій. Інакше мережеві пристрої, що здійснюють приймання сигналів, не зможуть визначити, коли кадр буде отриманий повністю. Відомо, що початок і кінець кадру позначається на канальному рівні, але в багатьох технологіях фізичний рівень також може додати спеціальні сигнали, що використовуються тільки для позначення початку і кінця кадру даних.
Технології фізичного рівня визначаються стандартами, що розробляються такими організаціями: The International Organization for Standardization (ISO), The Institute of Electrical and Electronics Engineers (IEEE), The American National Standards Institute (ANSI), The International Telecommunication Union (ITU), The Electronics Industry Alliance/Telecommunications Industry Association (EIA/TIA) тощо. Дані стандарти охоплюють 4 області, що належать фізичному рівню: фізичні та електричні властивості середовища передавання, механічні властивості (матеріали, розміри, розпаювання контактів конекторів), кодування (представлення бітів сигналами), визначення сигналів для керування інформацією. Всі компоненти апаратного забезпечення такі, як мережеві карти (Network interface card, NIC), інтерфейси і конектори, матеріали кабелів та їхня конструкція визначаються стандартами фізичного рівня. Можна зазначити, що функції фізичного рівня вбудовані у мережеве обладнання (hardware).
Основними функціями фізичного рівня є: фізичні компоненти, кодування даних, передавання даних. Фізичні компоненти — електронне обладнання, середовище передавання і конектори, через які передаються сигнали, що представляють біти даних.
Кодування
Кодування є процесом, за допомогою якого потік бітів даних перетворюється у певний код. Кодування здійснюється над групою бітів. Це необхідно для того, щоб забезпечити створення передбачуваної комбінації кодів, яка буде правильно розпізнаватися як передавачем, так і приймачем.
Використання передбачуваної комбінації кодів допомагає розрізняти біти даних від бітів, що використовуються для керування, а також забезпечує краще виявлення помилок у середовищі передавання. При створенні кодів даних, методи кодування фізичного рівня також забезпечують створення кодів керування, що допомагають, наприклад, визначати початок і кінець кадру.

## Взаємодія рівнів
Рівні взаємодіють зверху вниз і знизу нагору за допомогою інтерфейсів і можуть ще взаємодіяти з таким же рівнем іншої системи за допомогою протоколів. Докладніше можна подивитися на малюнку.

## Модель OSI і реальні протоколи
Семирівнева модель OSI є теоретичною, і містить ряд недоробок[джерело?]. Реальні мережеві протоколи змушені відхилятися від неї, забезпечуючи можливості, які не було передбачено. Тому прив'язка якихось із них до рівнів OSI є дещо умовною. Один з основних стеків протоколів — TCP/IP —, було розроблено незалежно від моделі OSI ще до її ухвалення.
Основна недоробка OSI — непродуманий транспортний рівень[джерело?]. На ньому OSI дозволяє обмін даними між застосунками (вводячи поняття порту — ідентифікатора програми), однак можливість обміну простими датаграмами в OSI не передбачена — транспортний рівень повинен утворювати з'єднання, забезпечувати доставку, керувати потоком тощо. Реальні ж протоколи таку можливість реалізують.

### Сімейство TCP/IP
Сімейство TCP/IP має два транспортних протоколи: TCP, повністю відповідний OSI, і UDP, що відповідає транспортному рівню тільки наявністю порту, що забезпечує обмін датаграмами між застосунками.

### Сімейство IPX/SPX
У сімействі IPX/SPX порти (називані «сокети» або «гнізда») з'являються в протоколі мережного рівня IPX, забезпечуючи обмін датаграмами між застосунками (частину сокетів операційна система резервує для своїх потреб). Протокол SPX, у свою чергу, доповнює IPX всіма іншими можливостями транспортного рівня відповідно до OSI.
IPX не передбачає адрес для хоста на мережевому рівні, покладаючись на адресацію канального рівня (наприклад, MAC-адреси для Ethernet)[джерело?].